# Olympische Sommerspiele 1996/Teilnehmer (Ruanda)
| Gelbes Symbol für Goldmedaillen mit stilisierten Olympischen Ringen | Graues Symbol für Silbermedaillen mit stilisierten Olympischen Ringen | Braundes Symbol für Bronzemedaillen mit stilisierten Olympischen Ringen |
| ------------------------------------------------------------------- | --------------------------------------------------------------------- | ----------------------------------------------------------------------- |
| —                                                                   | —                                                                     | —                                                                       |

Ruanda nahm bei den Olympischen Sommerspielen 1996 in Atlanta zum vierten Mal an Olympischen Sommerspielen teil. Die Mannschaft bestand aus vier männlichen Sportlern, die in vier Wettbewerben der Leichtathletik antraten. Der jüngste Teilnehmer war Alexis Sharangabo mit 17 Jahren und 263 Tagen, der älteste war Mathias Ntawulikura mit 32 Jahren und 13 Tagen. Während der Eröffnungsfeier am 19. Juli 1996 wurde die Flagge Ruandas von Parfait Ntukamyagwe in das Olympiastadion getragen.

## Teilnehmer
| Name                | Alter | Geschlecht | Sportart       | Resultat(e)                                |
| ------------------- | ----- | ---------- | -------------- | ------------------------------------------ |
| Patrick Ishyaka     | 23    | männlich   | Leichtathletik | Marathon                                   |
| Mathias Ntawulikura | 32    | männlich   | Leichtathletik | Platz 8 über 10.000 Meter                  |
| Emmanuel Rubayiza   | 18    | männlich   | Leichtathletik | Platz 7 im fünften Vorlauf über 400 Meter  |
| Alexis Sharangabo   | 17    | männlich   | Leichtathletik | Platz 9 im vierten Vorlauf über 1500 Meter |